# 柳树镇 (营口市)
柳树镇，是中华人民共和国辽宁省营口市老边区下辖的一个乡镇级行政单位。

## 行政区划
柳树镇下辖以下地区：
东柳村、西柳村、前山村、后山村、石灰村、北甸子村、小桥子村、小平村、小边村、香炉庄村、东岗子村、西岗子村、前岗子村、太平山村、赖家村、东大平山村和西大平山村。